# Björn Otto
Björn Otto (nacido el 16 de octubre de 1977) es un saltador de pértiga alemán.
Su mejor salto personal es 5.92 metros, alcanzado el 1 de julio de 2012 en Helsinki. Él tiene un resultado cubierto con 5,92 metros de febrero de 2012 en Potsdam, que igualó al campeonato acionale alemán bajo techo de Karlsruhe a finales de ese mes. Podría decirse que su mayor éxito fue la medalla de plata en el Campeonato del Mundo de Indoor en Estambul, Turquía en marzo de 2012 y una medalla de plata en el Campeonato de Atletismo de Europa en Helsinki, Finlandia en julio de 2012.

## Palmarés
| 1999 | Universiade                                       | Palma de Mallorca, España | 8º      | 5,40 m |
| 2000 | Campeonato Europeo de Atletismo en Pista Cubierta | Gante, Bélgica            | 6º      | 5,50 m |
| 2001 | Universiade                                       | Pekín, China              | 7º      | 5,35 m |
| 2003 | Universiade                                       | Daegu, Corea del Sur      | 3º      | 5,50 m |
| 2004 | Campeonato Mundial de Atletismo en Pista Cubierta | Budapest, Hungría         | 11º (q) | 5,65 m |
| 2005 | Campeonato Europeo de Atletismo en Pista Cubierta | Madrid, España            | 4º      | 5,70 m |
| 2005 | Universiade                                       | Izmir, Turquía            | 1º      | 5,80 m |
| 2007 | Campeonato Europeo de Atletismo en Pista Cubierta | Birmingham, Reino Unido   | 3º      | 5,71 m |
| 2007 | Campeonato Mundial de Atletismo                   | Osaka, Japón              | 5th     | 5,81 m |
| 2009 | Campeonato Mundial de Atletismo                   | Berlín, Alemania          | 16º (q) | 5,55 m |
| 2012 | Campeonato Mundial de Atletismo en Pista Cubierta | Estambul, Turquía         | 2º      | 5,80 m |
| 2012 | Campeonato Europeo de Atletismo                   | Helsinki, Finlandia       | 2º      | 5,92 m |
| 2012 | Juegos Olímpicos                                  | Londres, Reino Unido      | 2º      | 5,91 m |
| 2013 | Campeonato Europeode Atletismo en Pista Cubierta  | Gotemburgo, Suecia        | 2º      | 5,76 m |
| 2013 | Campeonato del Mundo de Atletismo                 | Moscú, Rusia              | 3º      | 5,82 m |